# Garten des wiedergewonnenen Mondes

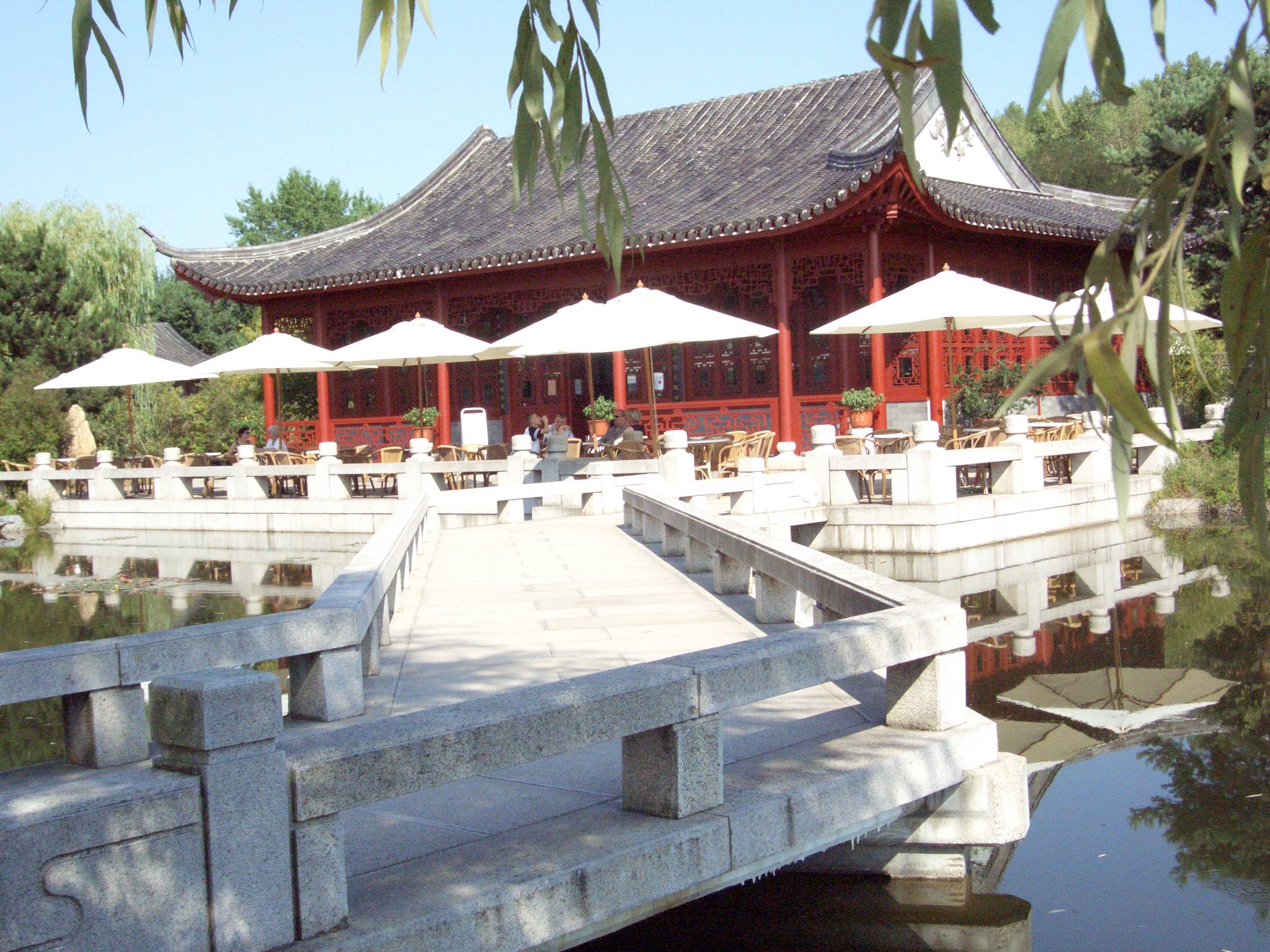
Teehaus zum duftenden Osmanthussaft mit Zickzack-Brücke

Der Garten des wiedergewonnenen Mondes (chinesisch 得月园, Pinyin Déyuèyuán) ist der größte chinesische Garten Europas und befindet sich als Teil der Gärten der Welt im Berliner Ortsteil Marzahn.

## Geschichte
Der Garten geht auf eine Initiative des Berliner Filmproduzenten und Chinakenners Manfred Durniok im Rahmen der Städtepartnerschaft Berlin-Peking zurück. Ursprünglich war als Standort ein Gelände in der Nähe des Tiergartens vorgesehen. Nach dem Fall der Mauer entschied man sich jedoch bewusst für eine Lage im Ostteil der Stadt. 2,1 Millionen Euro der Gesamtbaukosten von 4,5 Millionen Euro wurden aus öffentlichen Mitteln aufgebracht. Der Rest stammt von Sponsoren.
Geplant und angelegt wurde der Garten des wiedergewonnenen Mondes vom Pekinger Institut für Klassische Landschaftsgärtnerei, das 1997 zwei Landschaftsarchitekten und 18 Gärtner für drei Jahre nach Marzahn schickte. Ein großer Teil des für den Garten benötigten Materials, insbesondere Architekturteile, Marmor, Felsen und Mobiliar wurde in 20 Seecontainern aus China importiert. Lediglich die Pflanzen stammen teilweise aus Deutschland, wobei aber ausschließlich auch in China heimische Arten verwendet wurden. Die offizielle Eröffnung des Gartens erfolgte am 15. Oktober 2000.
Der Name Garten des wiedergewonnenen Mondes wurde von Chinesen ausgesucht und soll auf die Erlangung der Deutschen Einheit 1990 anspielen.

## Struktur

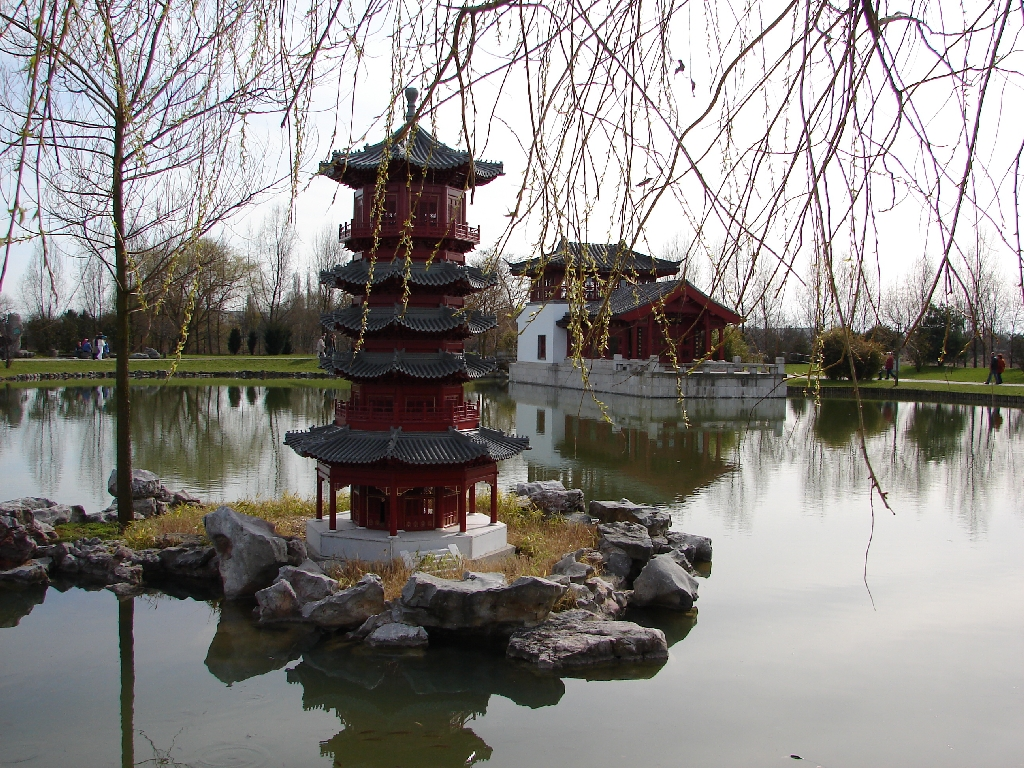
Blick über den Teich zum Steinboot

Der Garten erstreckt sich auf einer Fläche von ca. 2,7 Hektar. Zentrales Element ist ein nierenförmiger, von einer Zickzack-Brücke überquerter Teich. Daneben befinden sich folgende Gebäude im Park:
- Unmittelbar am Teich gelegenes Teehaus „Berghaus zum Osmanthussaft“. Dort werden 30 verschiedene Teesorten sowie auch Teekunst-Vorführungen angeboten.
- Eingangshalle
- Kleine Halle am nördlichen Teichufer
- Steinboot. Es wurde nach dem berühmten Vorbild im Pekinger Sommerpalast errichtet und kann für Trauungen gemietet werden.
- Tsingtau-Pavillon mit Getränkekiosk
- Erhöht gelegener Oktogonal-Pavillon mit Panoramablick über das gesamte Gelände.

Daneben verteilt sich im Park eine Vielzahl von Pflanzen, Sträuchern, Felsen, Steinen, Wasserfällen, Schriftzeichen und dergleichen. Ihre Anordnung wurde keineswegs dem Zufall überlassen; vielmehr spiegelt sie vielfältige Bezüge insbesondere zur chinesischen Symbolsprache wider.